# L'Éventail de Lady Windermere (téléfilm)
Pour les articles homonymes, voir L'Éventail de Lady Windermere (homonymie) et Éventail (homonymie).

L'Éventail de Lady Windermere est un téléfilm français réalisé par François Gir, à partir des scénarios de Michèle Lahaye et de l’œuvre d’Oscar Wilde, diffusé le 29 juillet 1961.

## Fiche technique
- Réalisation : François Gir
- Scénario : Michèle Lahaye et Oscar Wilde
- Photographie : Jacques Manier
- Décors : Marie-Claire Musson
- Costumes : Anne-Marie Marchand
- Date de diffusion :
  - France - 29 juillet 1961

## Distribution
- Yori Bertin : Lady Windermere
- Nadia Gray : Mrs. Erlynne
- Jeanne Fusier-Gir : Duchesse de Berwick
- Gil Vidal : Lord Windermere
- Henri Garcin : Lord Darlington
- Robert Murzeau : Dumby
- Robert Lombard : Lord Augustus
- Bérangère Vattier : Agatha
- Catherine Anglade : Lady Stufield
- Anne Collette : Mrs. Cowper-Cowper
- Liliane Gaudet : Lady Plymdale
- Gil Baladou : Mr. Hopper
- Noël Darzal : Parker
- Nina Grégoire : Rosalie
- Renée Gardès : Lady Jedburg